# Alfredo Ripstein
Alfredo Ripstein Aronovich (Parral, 10 december 1916 - Mexico-Stad, 20 januari 2007) was een Mexicaanse filmregisseur.
Ripstein werd geboren in een familie van Poolse immigranten. Gedurende dertig jaar werkte hij voor Filmex van Simon Wishnack en in 1950 richtte hij zijn eigen productiebedrijf op, Alameda Films S.A.. Hij maakte meer dan honderd films en werkte samen met onder andere de acteurs Pedro Infante, Marga López, Joaquín Pardavé en Arturo de Córdoba en de regisseurs Joaquín Pardavé, Jorge Fons en zijn zoon Arturo Ripstein. 
Bekende films van Ripstein zijn Triángulo, Rosario, Principio y fin, El callejón de los milagros en El crimen del padre Amaro.
Alfredo Ripstein overleed op 90-jarige leeftijd aan een aandoening aan zijn ademhaling.
- Biblioteca Nacional de España: XX1615351
- Gemeinsame Normdatei: 133089363
- International Standard Name Identifier: 0000 0001 1934 2631
- Library of Congress Control Number: no2003009972
- Nationale Bibliotheek van Israël: 987007306573905171
- Virtual International Authority File: 181149066358165600721